# Porto Milena

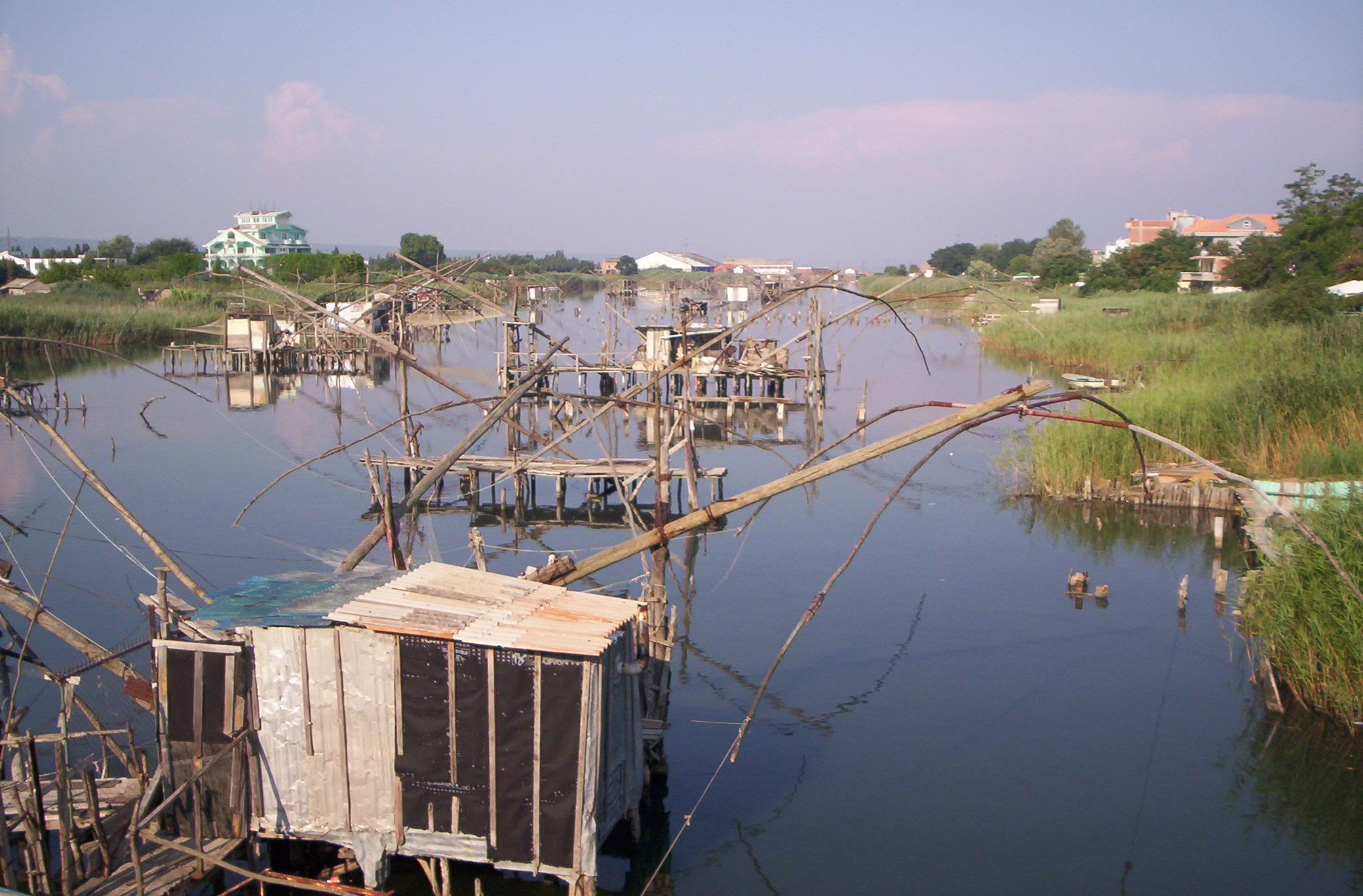
Pohled ze silničního mostu.

Porto Milena, známý též jako Kanál Milena nebo Partamilena, je umělý kanál, který se nachází jižně od města Ulcinj v Černé Hoře. Dokončen byl v roce 1885 podle projektu černohorského dvorního inženýra ruské národnosti, Vladimíra Ivanoviče Varmana, pro vypouštění vody ze Zogajského jezera do Jaderského moře. Odděluje od města Ulcinje Velkou pláž.
Kanál byl financován černohorskou vládou poté, co se tehdejší král Černé Hory Nikola I. při své návštěvě města Ulcinj dozvěděl o malárii, která se v této oblasti šířila. Jen o několik let dříve získala Černá Hora celou oblast na základě výsledků Berlínského kongresu. Kanál byl zbudován o celkové délce 4,5 km; cílem bylo vypustit vodu z nedaleké bažiny slanou vodou, což by značným způsobem omezilo výskyt hmyzu. Nakonec se ale podařilo napustit bažinu slanou vodou, čímž bylo původního efektu nejen dosaženo rovněž. Kanál byl místními pojmenován z vděčnosti po tehdejší choti krále Nikoly (Mileně Vukotić). 
Kanál byl následně rozšířen přírodní cestou i vodou z řeky Bojany, která do Zogajského jezera rovněž pronikla. Vzhledem k své šíři začal sloužit do jisté míry i jako přístav, a proto bývá nazýván Porto Milena. 